# Сунђер Боб представља Зону плиме
Сунђер Боб Коцкалоне представља Зону плиме (енгл. SpongeBob SquarePants Presents The Tidal Zone), или само Зона плиме је амерички анимирани антологијски телевизијски специјал, базиран на Никелодионовом Сунђер Бобу Коцкалонеу и његовој одговарајућој франшизи, сврстан у Сунђер Бобов универзум. Пародија и омаж хорор антологијским телевизијским програмима, углавном Зони сумрака, специјал се састоји од пет епизода: 12. епизода тринаесте сезоне Сунђер Боба Коцкалонеа, прва половина четрнаесте епизоде Шоуа Патрика Звезде, и друга половина двадесет прве епизоде Кебиног дечијег одмаралишта: Сунђер Бобове подмладне године. Специјал је најављен 22. јула 2022. на Никелодионовом San Diego Comic Con панелу, и имао је премијеру 13. јануара, 2023. године.

## Радња
Зона плиме је приказ прича смештених у Сунђер Бобовом универзуму са континуираном темом апсурда и абнормалности, чији је водитељ Француски наратор који ради уводну и завршну нарацију сваког сегмента. Кроз специјал, Дека Пат Звезда користи временску машину у облику ормара да нађе пут до куће и повремено се појављује у сваком сегменту.

## Ликови
- Том Кени као Сунђер Боб, СунђерБот, Гари, Робо-Гари, Француски наратор, додатни гласови
- Бил Фагербаке као Патрик Звезда, Пат-Трон
- Роџер Бампас као Лигњослав, ЛигњоБот, Капетан Даг Квасар, демон, додатни гласови
- Керолин Лоренс као Сенди Обрашчић, Сендроид, додатни гласови
- Мр. Лоренс као Планктон, ПланкБот, Руб, Рубдор, Робо-Лари, додатни гласови
- Кленси Браун као г. Краба, РобоКраба
- Џил Тели као Карен, Лигњенка Звезда
- Томас Ф. Вилсон као Сесил Звезда
- Кри Самер као Бани Звезда
- Дана Снајдер као Дека Пат Звезда
- Патрик Пини као Гусар са слике

## Улоге
| Улога                    | Оригинални глас  | Српски глас         |
| ------------------------ | ---------------- | ------------------- |
| Сунђер Боб Коцкалоне     | Том Кени         | Милан Антонић       |
| Патрик Звезда            | Бил Фагербаке    | Томаш Сарић         |
| Лигњослав Пипак          | Роџер Бампас     | Марко Марковић      |
| Сенди Обрашчић           | Керолин Лоренс   | Снежана Нешковић    |
| Шелдон Џ. Планктон       | Мр. Лоренс       | Милош Дашић         |
| Евгеније К. Краба        | Кленси Браун     | Бранислав Платиша   |
| Карен                    | Џил Тели         | Марија Стокић       |
| Лигњенка Звезда          | Џил Тели         | Ивона Рамбосек      |
| Сесил Звезда             | Томас Ф. Вилсон  | Александар Глигорић |
| Бани Звезда              | Кри Самер        | Михаела Стаменковић |
| Дека Пат Звезда          | Дана Снајдер     | Бранислав Платиша   |
| Гусар са слике           | Патрик Пини      | Милан Тубић         |
| Гари                     | Том Кени         | оригинални глас     |
| СунђерБот                | Том Кени         | Милан Антонић       |
| Робо-Гари                | Том Кени         | оригинални глас     |
| Пат-Трон                 | Бил Фагербаке    | Томаш Сарић         |
| ЛигњоБот                 | Роџер Бампас     | Марко Марковић      |
| Сендроид                 | Керолин Лоренс   | Снежана Нешковић    |
| Планкбот                 | Мр. Лоренс       | Милош Дашић         |
| РобоКраба                | Кленси Браун     | Бранислав Платиша   |
| Капетан Даг Квасар       | Роџер Бампас     | Марко Марковић      |
| Руб Златић               | Мр. Лоренс       | Милош Ђуричић       |
| Рубедор                  | Мр. Лоренс       | Милош Ђуричић       |
| Демон                    | Роџер Бампас     | Марко Марковић      |
| Робо-Лари                | Мр. Лоренс       | Милош Ђуричић       |
| Стари клопнодијски човек | Том Кени         | Лако Николић        |
| Каубој #1                | Бил Фагербаке    | Mateya              |
| Каубој #2                | Даг Лоренс       | Виктор Влајић       |
| Дебели Грга              | Ди Бредли Бејкер | Милош Ђуричић       |
| Харви                    | Карлос Алазраки  | Марко Ћурчић        |
| Татица Бубориба          | Роџер Бампас     | Бојан Шлишћ         |
| Мамица Бубориба          | Џил Тели         | Ана Кораћ           |
| Тинси Том                | Мр. Лоренс       | Виктор Влајић       |
| Француски наратор        | Патрик Пини      | Немања Живковић     |